# 木下ゆうき
木下 ゆうき（きのした ゆうき、本名：木下 勇喜〈読み同じ〉）は、日本の男性アニメーター、アニメ演出家・監督。別名に木下 勇気（読み同じ）。

## 経歴・人物
相澤昌弘、中村豊、富岡隆司などのアニメーターを輩出した作画スタジオ「アニメトロトロ」の設立者でもあるが、現在は経営を離れている。過去にはスタジオメイツに在籍していたこともある。
現在「スタジオ グラフィティ」の社長をこなしつつ日本工学院八王子校でマンガ・アニメーション科の講師を請け負っている。同校で新たなアニメーターの卵を発掘し、スタジオグラフィティで育てている。
三才ブックスより2006年12月15日に発売された『ゲームラボ特別編集 現代視覚文化研究』（ISBN 978-4-86199-061-8）の「MUSASHI -Gun道- 制作者インタビュー」で『MUSASHI -GUN道-』の制作事情について語っている。

## 参加作品

### テレビアニメ
1971年
- タイガーマスク（作画）

1973年
- 侍ジャイアンツ（原画）

1975年
- 勇者ライディーン（作画）
- ラ・セーヌの星（作画）

1976年
- ゴワッパー5 ゴーダム（原画）
- タイムボカン（原動画）

1977年
- 大空魔竜ガイキング（作画監督）
- 合身戦隊メカンダーロボ（原動画）
- 無敵超人ザンボット3（原画）

1978年
- 宇宙海賊キャプテンハーロック（原画）
- 科学忍者隊ガッチャマンII（原画）
- ヤッターマン（作画監督）
- ルパン三世（原画）

1979年
- 宇宙空母ブルーノア（原画）
- 銀河鉄道999（作画監督）
- ザ☆ウルトラマン（作画）
- 闘士ゴーディアン（原画）

1980年
- 宇宙戦艦ヤマトIII（原画）
- マリンスノーの伝説（原画）

1981年
- 愛の学校クオレ物語（作画）
- じゃりン子チエ（作画監督・原画）
- 新竹取物語 1000年女王（原画）

1982年
- 超時空要塞マクロス（原画）

1983年
- サイコアーマー ゴーバリアン（作画監督）
- サイボットロボッチ（絵コンテ）
- 装甲騎兵ボトムズ（原画）
- ななこSOS（原画作監）

1984年
- アタッカーYOU!（原画）
- GALACTIC PATROL レンズマン（作画監督）

1985年
- 小公女セーラ（原画）
- 六三四の剣（絵コンテ・演出・作画監督）

1986年
- マシンロボ クロノスの大逆襲（演出・作画監督）

1987年
- 北斗の拳2（作画監督）

1989年
- 青いブリンク（演出）
- 美味しんぼ（絵コンテ・演出）
- おぼっちゃまくん（絵コンテ・演出・作画監督・原画）
- ジャングルブック・少年モーグリ（原画）
- ダッシュ!四駆郎（演出）
- つるピカハゲ丸くん（絵コンテ・演出・原画）

1990年
- NG騎士ラムネ&40（絵コンテ・演出・作画監督・原画）
- シートン動物記（絵コンテ・演出・キャラクター/作画監督）
- ドラゴンクエスト（絵コンテ・作画監督）

1992年
- 宇宙の騎士テッカマンブレード（原画）

1994年
- キャプテン翼J（原画）
- SAMURAI SPIRITS 〜破天降魔の章〜（原画）
- ママレード・ボーイ（作画監督・原画）
- ルパン三世 燃えよ斬鉄剣（原画）

1995年
- ストリートファイターII V（作画監督・原画）
- ルパン三世 ハリマオの財宝を追え!!（原画）

1996年
- エルフを狩るモノたち（作画監督）
- ガンバリスト!駿（原画）
- 地獄先生ぬ〜べ〜（原画）
- バーチャファイター（作画監督・原画）
- 美少女戦士セーラームーンセーラースターズ（原画）

1997年
- VIRUS ‐VIRUS BUSTER SERGE‐（演出・作画監督・原画）
- 金田一少年の事件簿（原画）
- スレイヤーズTRY（原画）
- ドクタースランプ（原画）
- ドラゴンボールGT（原画）
- みどりのマキバオー（原画）
- ルパン三世 ワルサーP38（原画）
- 烈火の炎（原画）

1998年
- 聖ルミナス女学院（作画監督）
- トライガン（作画監督・原画）
- 忍たま乱太郎（演出）
- 南海奇皇（原画）
- ビーストウォーズII 超生命体トランスフォーマー（作画監督）
- ルパン三世 炎の記憶〜TOKYO CRISIS〜（原画）
- ロスト・ユニバース（原画）

1999年
- 臣士魔法劇場 リスキー☆セフティ（原画）
- スーパードール★リカちゃん（作画監督）
- ∀ガンダム（原画）
- モンスターファーム〜円盤石の秘密〜（原画）

2000年
- 勝負師伝説 哲也（原画）
- トランスフォーマー カーロボット（オープニング/エンディング原画）

2001年
- オフサイド（原画）
- キョロちゃん（原画）
- ゴーゴー五つ子ら・ん・ど（作画監督）
- サイボーグ009 THE CYBORG SOLDIER（作画監督）
- フルーツバスケット（原画）
- 魔法戦士リウイ（作画監督）

2002年
- キン肉マンII世（作画監督）
- しあわせソウのオコジョさん（作画監督）
- ちょびっツ（原画）
- 爆闘宣言ダイガンダー（作画監督）
- ホイッスル!（作画監督）
- よばれてとびでて!アクビちゃん（原画）

2003年
- アソボット戦記五九（演出・作画監督）
- 奇鋼仙女ロウラン（作画監督）
- クラッシュギアNitro（作画監督・原画）
- THE ビッグオー second season（原画）
- スパイラル －推理の絆－（作画監督）
- SPACE PIRATE CAPTAIN HERLOCK OUTSIDE LEGEND 〜The Endless Odyssey〜（原画）
- 冒険遊記プラスターワールド（原画）
- ONE PIECE（作画監督・原画）

2004年
- お伽草子（作画監督・原画）
- GANTZ 〜the 2nd stage〜（原画）
- げんしけん（作画監督）
- 絢爛舞踏祭 ザ・マーズ・デイブレイク（原画）
- DAN DOH!!（作画監督・原画）
- 鉄人28号（原画）
- モンキーパンチ漫画活動大写真（作画監督・原画）
- 焼きたて!!ジャぱん（原画）
- ルパン三世 盗まれたルパン 〜コピーキャットは真夏の蝶〜（原画）

2005年
- おくさまは女子高生（演出）
- 格闘美神 武龍（作画監督）
- ギャラリーフェイク（演出）
- スーパー・ロボット・モンキー・チーム・ハイパーフォース GO!（作画監督・原画）
- ゾイドフューザーズ（演出・作画監督）
- トリニティ・ブラッド（原画）
- 雪の女王 〜THE SNOW QUEEN〜（原画）

2006年
- RGBアドベンチャー（監督・キャラクターデザイン・絵コンテ・作画監督）
- DEATH NOTE（作画監督）
- NARUTO -ナルト-（絵コンテ・演出）
- マジカノ（絵コンテ・演出・演出助手）
- MUSASHI -GUN道-（監督・絵コンテ・演出・作画監督）

2007年
- この青空に約束を― 〜ようこそつぐみ寮へ〜（作画監督）
- シャンプー王子（監督）
- Devil May Cry（作画監督）
- NARUTO -ナルト- 疾風伝（絵コンテ・演出・作画監督・原画・オープニング原画）
- ネギま!?（作画監督）

2008年
- うちの3姉妹（絵コンテ）
- スキップ・ビート!（作画監督）
- 墓場鬼太郎（原画）

2010年
- スティッチ! 〜ずっと最高のトモダチ〜（原画）
- バクマン。（原画）
- ひめチェン!おとぎちっくアイドル リルぷりっ（作画監督）

2011年
- いつか天魔の黒ウサギ（原画）
- ウルヴァリン（原画）
- お兄ちゃんのことなんかぜんぜん好きじゃないんだからねっ!!（原画）
- 灼眼のシャナIII -Final-（作画監督・原画）
- セイクリッドセブン（原画）
- 電波女と青春男（原画）
- トリコ（原画）
- ぬらりひょんの孫 〜千年魔京〜（原画）
- 猫神やおよろず（原画）
- FAIRY TAIL（原画）
- 変ゼミ（原画）

2012年
- アルカナ・ファミリア（原画）
- イナズマイレブンGO クロノ・ストーン（原画）
- お兄ちゃんだけど愛さえあれば関係ないよねっ（作画監督）
- カンピオーネ! 〜まつろわぬ神々と神殺しの魔王〜（作画監督）
- CØDE:BREAKER（原画）
- ココロコネクト（作画監督・原画）
- ジュエルペット きら☆デコッ!（作画監督補佐）
- SKET DANCE（原画）
- ソードアート・オンライン（原画）
- 黄昏乙女×アムネジア（作画監督）
- 探検ドリランド（原画）
- ちはやふる（原画）
- トータル・イクリプス（原画）
- DOG DAYS'（原画）
- 薄桜鬼 黎明録（原画）
- バクマン。3（原画）
- 緋色の欠片（原画）
- 緋色の欠片 第二章（原画・オープニング原画）
- べるぜバブ（原画）
- リトルバスターズ!（原画）

2013年
- 銀河機攻隊 マジェスティックプリンス（原画）
- キングダム（原画）
- THE UNLIMITED 兵部京介（原画）
- Super Seisyun Brothers-超青春姉弟s-（原画）
- ストライク・ザ・ブラッド（演出・原画）
- 探検ドリランド -1000年の真宝-（原画）
- デート・ア・ライブ（原画）
- 八犬伝―東方八犬異聞―（原画）
- Fate/kaleid liner プリズマ☆イリヤ（原画・オープニング原画）
- 変態王子と笑わない猫。（原画）
- まんがーる!（原画）
- みなみけ ただいま（原画）
- ムシブギョー（原画）
- メガネブ!（原画）
- 勇者になれなかった俺はしぶしぶ就職を決意しました。（原画）
- ONE PIECE エピソードオブメリー 〜もうひとりの仲間の物語〜（原画）

2014年
- 愛・天地無用!（作画監督・原画）
- 暴れん坊力士!!松太郎（原画）
- 金田一少年の事件簿R（原画）
- 少年ハリウッド -HOLLY STAGE FOR 49-（原画）
- 東京喰種トーキョーグール（原画）
- ドラゴンコレクション（原画）
- Fate/kaleid liner プリズマ☆イリヤ ツヴァイ!（原画）
- まじもじるるも（作画監督・原画）
- ログ・ホライズン（原画）
- ワールドトリガー（原画）
- ONE PIECE “3D2Y” エースの死を越えて! ルフィ仲間との誓い（原画）

2015年
- オレカバトル（原画）
- 銀魂゜（原画）
- ケイオスドラゴン 赤竜戦役（作画監督・原画）
- ジュエルペット マジカルチェンジ（原画）
- 対魔導学園35試験小隊（作画監督）
- 東京喰種トーキョーグール√A（原画）
- ドラゴンボール超（原画）
- To LOVEる -とらぶる- ダークネス 2nd（作画監督補佐）
- 七つの大罪（原画）
- のんのんびより りぴーと（作画監督）
- ヒーローバンク（原画）
- ポケットモンスター XY（原画）
- 妖怪ウォッチ（原画）
- レーカン!（作画監督・原画）

2016年
- アンジュ・ヴィエルジュ（原画）
- カードファイト!! ヴァンガードG NEXT（作画監督・原画）
- 甲鉄城のカバネリ（原画）
- この素晴らしい世界に祝福を!（作画監督・原画）
- ステラのまほう（作画監督・原画）
- 田中くんはいつもけだるげ（作画監督）
- 灰と幻想のグリムガル（作画監督）
- Fate/kaleid liner プリズマ☆イリヤ ドライ!!（原画）
- ブレイブウィッチーズ（オープニングアニメーション作画）
- リルリルフェアリル〜妖精のドア〜（原画）

2017年
- アニメガタリズ（原画）
- 異世界食堂（作画監督・原画）
- いぬやしき（原画）
- 妹さえいればいい。（作画監督・原画）
- CHAOS;CHILD（作画監督・原画）
- この素晴らしい世界に祝福を!2（作画監督補佐・原画）
- 地獄少女 宵伽（作画監督）
- 将国のアルタイル（原画）
- 進撃の巨人 Season 2（原画・オープニング第二原画）
- チェインクロニクル 〜ヘクセイタスの閃〜（原画）
- つうかあ（原画）
- バトルガール ハイスクール（原画）
- 100%パスカル先生（作画監督・原画）
- Fate/Apocrypha（作画監督）
- 武装少女マキャヴェリズム（原画・オープニング原画）
- プリプリちぃちゃん!!（作画監督・原画）
- ベイブレードバースト ゴッド（作画監督・原画）
- ポケットモンスター サン&ムーン（原画）
- 魔法使いの嫁（原画）

2018年
- イナズマイレブン アレスの天秤（原画）
- イナズマイレブン オリオンの刻印（作画監督・原画）
- グラゼニ（作画監督・原画・オープニング原画）
- 軒轅剣 蒼き曜（原画）
- 恋は雨上がりのように（原画）
- 進撃の巨人 Season 3（原画）
- ゾンビランドサガ（原画）
- デスマーチからはじまる異世界狂想曲（原画・オープニング原画）
- 東京喰種トーキョーグール:re（原画）
- ベイブレードバースト 超ゼツ（原画）
- 三ツ星カラーズ（原画）
- メジャーセカンド（絵コンテ・作画監督・原画）
- 妖怪ウォッチ シャドウサイド（原画）

2019年
- 俺を好きなのはお前だけかよ（原画）
- カードファイト!! ヴァンガード（作画監督・原画）
- フルーツバスケット（作画監督補佐）
- MIX（原画）

2020年
- 白猫プロジェクト ZERO CHRONICLE（演出・作画監督）
- トミカ絆合体 アースグランナー（原画）
- 文豪とアルケミスト 〜審判ノ歯車〜（原画）

2021年
- 弱キャラ友崎くん（作画監督・原画）
- 真の仲間じゃないと勇者のパーティーを追い出されたので、辺境でスローライフすることにしました（原画）
- 精霊幻想記（作画監督）
- ひげを剃る。そして女子高生を拾う。（作画監督）

2022年
- オーバーロードIV（原画）
- 恋は世界征服のあとで（絵コンテ・演出・作画監督）
- 虫かぶり姫（原画）

2023年
- お隣の天使様にいつの間にか駄目人間にされていた件（作画監督）
- ヴィンランド・サガ SEASON2（原画）

### 劇場アニメ
1976年
- グレンダイザー ゲッターロボG グレートマジンガー 決戦! 大海獣（原画）
- UFOロボ グレンダイザー対グレートマジンガー（原画）

1977年
- 世界名作童話 白鳥の王子（原画）

1980年
- サイボーグ009 超銀河伝説（原画）

1981年
- さよなら銀河鉄道999 アンドロメダ終着駅（原画）

1985年
- ペンギンズ・メモリー 幸福物語（原画）

1986年
- 時空の旅人（原画）
- はだしのゲン2（原画）

1988年
- 機動戦士ガンダム 逆襲のシャア（原画）

1990年
- クロがいた夏（原画）

1993年
- かいけつゾロリ（原画）

1994年
- Dr.スランプ アラレちゃん ほよよ!!助けたサメに連れられて…（原画）

1995年
- ドラゴンボールZ 復活のフュージョン!!悟空とベジータ（原画）

1996年
- 金田一少年の事件簿（原画）
- ドラゴンボール 最強への道（原画）
- ルパン三世 DEAD OR ALIVE（原画）

1997年
- キューティーハニーF（原画）
- 地獄先生ぬ〜べ〜 午前0時ぬ〜べ〜死す!（原画）

2000年
- 風を見た少年 The Boy Who Saw The Wind（原画）

2010年
- 劇場版 NARUTO -ナルト- そよ風伝 ナルトと魔神と3つのお願いだってばよ!!（原画）

2011年
- 劇場版 魔法先生ネギま! ANIME FINAL（原画）

2012年
- ONE PIECE FILM Z（原画）

2013年
- 劇場版 薄桜鬼 第一章 京都乱舞（原画）

2014年
- 宇宙戦艦ヤマト2199 星巡る方舟（原画）
- 劇場版 薄桜鬼 第二章 士魂蒼穹（原画）
- スポチャン対決! 〜妖怪大決戦〜（演出・作画監督・原画）

2015年
- 劇場版 明治東亰恋伽 〜弦月の小夜曲〜（原画）
- ドラゴンボールZ 復活の「F」（原画）

2017年
- 劇場版Fate/kaleid liner プリズマ☆イリヤ 雪下の誓い（原画）

2018年
- 文豪ストレイドッグス DEAD APPLE（原画）
- 僕のヒーローアカデミア THE MOVIE 〜2人の英雄〜（原画）

### OVA
1988年
- 妖精王（原画）

1989年
- 銀河英雄伝説（作画監督）

1995年
- アイドルプロジェクト（原画）
- 淫獣聖戦ツインエンジェル（原画）
- 宇宙の騎士テッカマンブレードII（原画）
- 神秘の世界エルハザード（原画）
- BE-BOP-HIGHSCHOOL 6（原画）
- 魔物ハンター妖子2（原画）

1996年
- エンジェル伝説（原画）
- オーキッド☆エンブレム（原画）
- 覚悟のススメ（原画）
- 紺碧の艦隊（原画）

1997年
- 富士見二丁目交響楽団 寒冷前線/雨のち嵐（作画監督補佐）

1999年
- 快刀乱麻 THE ANIMATION（原画）
- 真ゲッターロボ 世界最後の日（作画監督）

2000年
- KIRARA（作画監督）

2003年
- それいけ!アンパンマン おうたとてあそび たのしいね（作画）

2011年
- かってに改蔵（原画）
- FORTUNE ARTERIAL 赤い約束「たどり着いた場所」（原画）

2012年
- 乙女はお姉さまに恋してる 2人のエルダー THE ANIMATION（原画）
- 今日のあすかショー（作画監督）

2013年
- キラ☆キラ 5th Anniversary Live Anime KICK START GENERATION（原画）
- 華ヤカ哉、我ガ一族 キネトグラフ（作画監督・原画）

2014年
- ノゾ×キミ（原画）
- リトルバスターズ! EX（原画）

2015年
- 快盗天使ツインエンジェル 〜キュンキュン☆ときめきパラダイス!!〜（作画監督）
- DVD「柔道の安全指導」（絵コンテ・演出・原画）※全日本柔道連盟制作
- Hybrid Child（原画）

### ゲーム
1995年
- プライベート・アイ・ドル（作画監督補）

2017年
- 勇者クロニクル～ろくでなし勇者の伝説～ オープニングアニメーション（監督・絵コンテ・演出・作画監督・原画・背景）

2018年
- 超回転 寿司ストライカー The Way of Sushido（アニメーションパート原画）